# Minilauxania bulbifacies
Minilauxania bulbifacies är en tvåvingeart som beskrevs av Papp och Silva 1995. Minilauxania bulbifacies ingår i släktet Minilauxania och familjen lövflugor.
Artens utbredningsområde är Costa Rica. Inga underarter finns listade i Catalogue of Life.